# گیت‌وی
ضدویروس گیت‌وی از طریق ویروس‌اسکنر مبتنی بر پروتکل دسترسی آسان به اشیاء یک سامانه خدمات وب (وب سرویس) به نرم‌افزارهای کاربردی اجازه می‌دهد که فایل‌ها را برای شناسایی ویروس‌ها بررسی کنند. نرم‌افزارهای کاربردی کارخواه فایل‌ها را پیوست پیغام‌های مبتنی بر پروتکل دسترسی آسان به اشیاء می کنند و سپس آنها به سامانه خدمات وب ضدویروس گیت‌وی ارسال می‌شوند. سامانه وب سرویس توسط ضدویروس کلم فایل‌ها را اسکن و سپس نتایج آن را به کارخواه ارسال می‌کند.